# Declaración de Praga sobre Conciencia Europea y Comunismo
La Declaración de Praga sobre la conciencia europea y el comunismo, también conocida como la Declaración de Praga, fue una declaración iniciada por el gobierno checo y firmada el 3 de junio de 2008 por destacados políticos europeos, expresos políticos e historiadores, entre ellos el expresidente checo Václav Havel y el futuro presidente alemán Joachim Gauck, pidiendo "la condena y educación en toda Europa sobre los crímenes del comunismo".
Hasta la fecha, la propuesta más visible de la declaración fue la adopción del Día Europeo de Conmemoración de las Víctimas del Estalinismo y el Nazismo (conocido como el Día Internacional del Lazo Negro en algunos países), adoptado por la Unión Europea y la Organización para la Seguridad y Cooperación en Europa, como el día internacional oficial en memoria de las víctimas de los regímenes totalitarios. El 14 de octubre de 2011, los gobiernos del Grupo de Visegrád y varios gobiernos europeos establecieron la Plataforma de la Memoria y la Conciencia europeas, un proyecto educativo de la UE para concienciar sobre los crímenes totalitarios y combatir la intolerancia, el extremismo y los movimientos antidemocráticos. instituciones gubernamentales y ONG, como iniciativa de la presidencia polaca de la UE y siguiendo las decisiones del Parlamento Europeo y del Consejo de la UE que apoyan el proyecto.

## Conferencia
La declaración concluyó la conferencia conciencia europea y comunismo, una conferencia internacional que tuvo lugar en el senado checo del 2 al 3 de junio de 2008, organizada por la Comisión del Senado de Educación, Ciencia, Cultura, Derechos Humanos y Peticiones, bajo los auspicios de Alexandr Vondra, vice primer ministro de la República Checa para Asuntos Europeos, y organizado por la eurodiputada Jana Hybášková y el senador Martin Mejstrík en cooperación con la Oficina del Gobierno de la República Checa, el Instituto para el Estudio de los Regímenes Totalitarios y el Partido Popular Europeo Fundación Robert Schuman.
La conferencia sobre Conciencia Europea y Comunismo recibió cartas de apoyo del presidente Nicolas Sarkozy (Francia), Lady Margaret Thatcher (Reino Unido), el Secretario de Estado Jason Kenney (Canadá) y el exasesor de Seguridad Nacional Zbigniew Brzezinski (Estados Unidos).

## La Declaración
La declaración fue precedida por la Audiencia Pública Europea sobre Crímenes Cometidos por Regímenes Totalitarios. La declaración forma parte de un proceso más amplio a nivel europeo e internacional, destinado a alcanzar objetivos similares a los establecidos en la declaración.
Un elemento central de la declaración es el llamado a "un entendimiento de toda Europa de que tanto los regímenes totalitarios nazi como los comunistas [...] deben ser considerados los principales desastres que arruinaron el siglo XX". La declaración o sus propuestas han recibido el apoyo del Parlamento Europeo, en particular en su resolución de 2009 sobre la conciencia europea y el totalitarismo, de otros órganos de la Unión Europea, de los gobiernos de varios países europeos afectados por el régimen totalitario comunista y la ocupación soviética, y de la Organización para la Seguridad y la Cooperación en Europa.
La declaración pedía:
1. "alcanzar un entendimiento europeo de que tanto los regímenes totalitarios nazi como los comunistas deben ser juzgados por sus propios méritos terribles para ser destructivos en sus políticas de aplicar sistemáticamente formas extremas de terror, suprimir todas las libertades cívicas y humanas, iniciar guerras agresivas y, como parte inseparable de sus ideologías, el exterminio y deportación de naciones y grupos de población enteros; y que como tales deben ser considerados como los principales desastres que asolaron el siglo XX "
2. "el reconocimiento de que muchos crímenes cometidos en nombre del comunismo deben ser evaluados como crímenes de lesa humanidad que sirven de advertencia para las generaciones futuras, de la misma manera que los crímenes nazis fueron evaluados por el Tribunal de Nuremberg"
3. "formulación de un enfoque común con respecto a los crímenes de los regímenes totalitarios, entre otros, regímenes comunistas, y sensibilización en toda Europa sobre los crímenes comunistas para definir claramente una actitud común hacia los crímenes de los regímenes comunistas"
4. "introducción de una legislación que permita a los tribunales juzgar y sentenciar a los autores de crímenes comunistas y compensar a las víctimas del comunismo"
5. "garantizar el principio de igualdad de trato y no discriminación de las víctimas de todos los regímenes totalitarios"
6. "Presión europea e internacional para una condena efectiva de los crímenes comunistas pasados ??y para una lucha eficaz contra los crímenes comunistas en curso"
7. "reconocimiento del comunismo como parte integral y horrible de la historia común de Europa"
8. "aceptación de la responsabilidad paneuropea por los crímenes cometidos por el comunismo"
9. "establecimiento del 23 de agosto, día de la firma del Pacto Hitler-Stalin, conocido como Pacto Molotov-Ribbentrop, como un día de recuerdo de las víctimas de los regímenes totalitarios tanto nazis como comunistas, de la misma manera Europa recuerda a las víctimas del Holocausto el 27 de enero "
10. "Actitudes responsables de los parlamentos nacionales en cuanto al reconocimiento de los crímenes comunistas como crímenes de lesa humanidad, que conduzcan a la legislación adecuada y al control parlamentario de dicha legislación"
11. "debate público efectivo sobre el uso indebido comercial y político de los símbolos comunistas"
12. "continuación de las audiencias de la Comisión Europea sobre las víctimas de los regímenes totalitarios, con vistas a la elaboración de una comunicación de la Comisión"
13. "establecimiento en los estados europeos, que habían sido gobernados por regímenes comunistas totalitarios, de comités compuestos por expertos independientes con la tarea de recopilar y evaluar información sobre las violaciones de los derechos humanos bajo el régimen comunista totalitario a nivel nacional con miras a colaborar estrechamente con un Comité de expertos del Consejo de Europa "
14. "garantizar un marco legal internacional claro en relación con el acceso libre y sin restricciones a los Archivos que contienen la información sobre los crímenes del comunismo"
15. "establecimiento de un Instituto Europeo de Memoria y Conciencia"
16. "organización de una conferencia internacional sobre los crímenes cometidos por regímenes totalitarios comunistas con la participación de representantes de gobiernos, parlamentarios, académicos, expertos y ONG, cuyos resultados se darán a conocer ampliamente en todo el mundo"
17. "ajuste y revisión de los libros de texto de historia europea para que los niños puedan aprender y ser advertidos sobre el comunismo y sus crímenes de la misma manera que se les ha enseñado a evaluar los crímenes nazis"
18. "el extenso y completo debate europeo sobre la historia y el legado comunista"
19. "Conmemoración conjunta del vigésimo aniversario de la caída del Muro de Berlín el próximo año, la masacre [[protestas de la Plaza Tiananmen de 1989] en la Plaza Tiananmen]] y los asesinatos en Rumania"

La Declaración cita la Resolución 1481 del Consejo de Europa así como "resoluciones sobre crímenes comunistas aprobadas por varios parlamentos nacionales".
La Declaración fue precedida por la Audiencia Pública Europea sobre Crímenes Cometidos por Regímenes Totalitarios

## Signatarios
Los signatarios fundadores fueron:

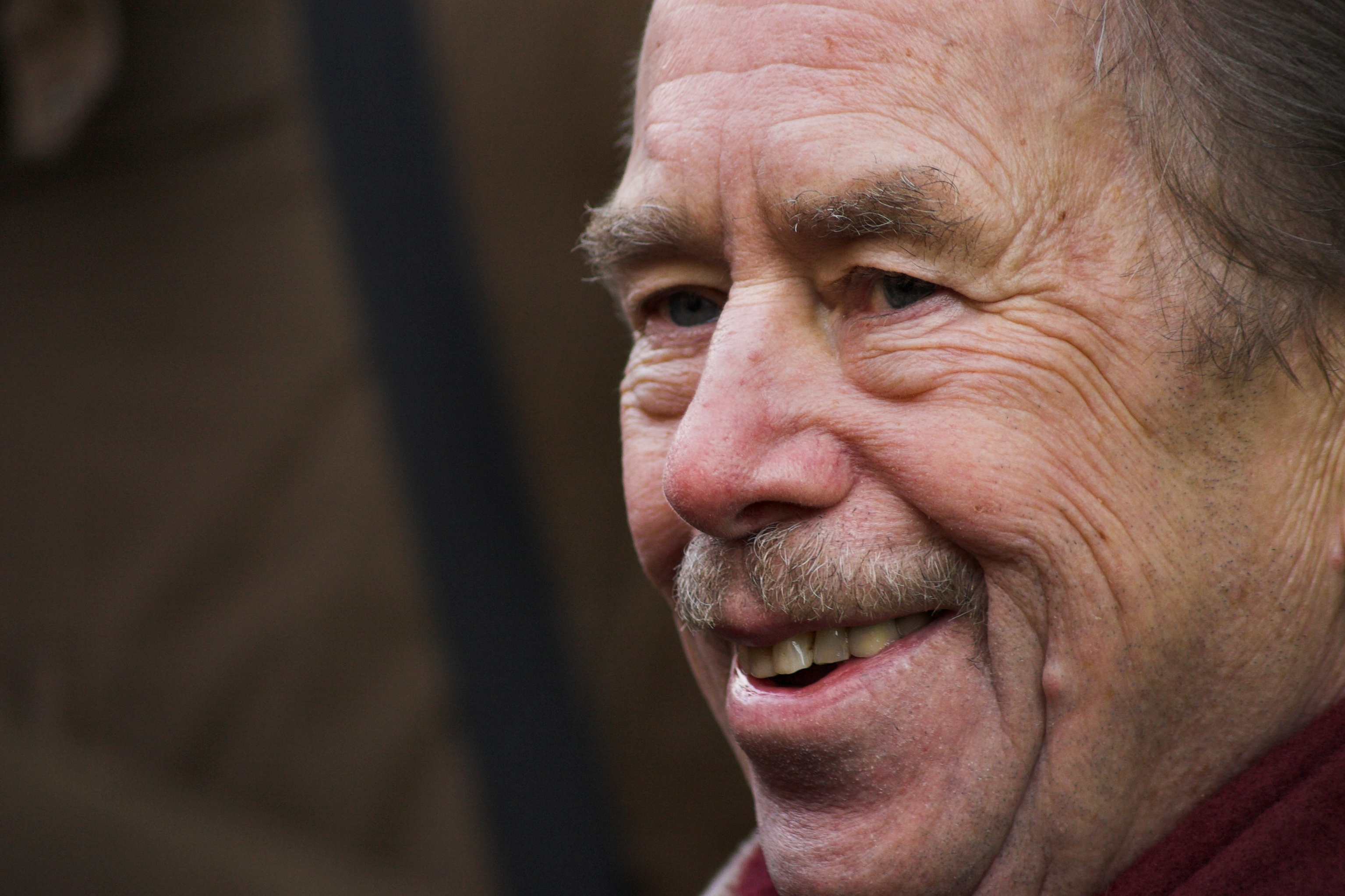
Firmante fundador Václav Havel, expresidente de Checoslovaquia y la República Checa, quien también fue uno de los iniciadores de la Carta 77

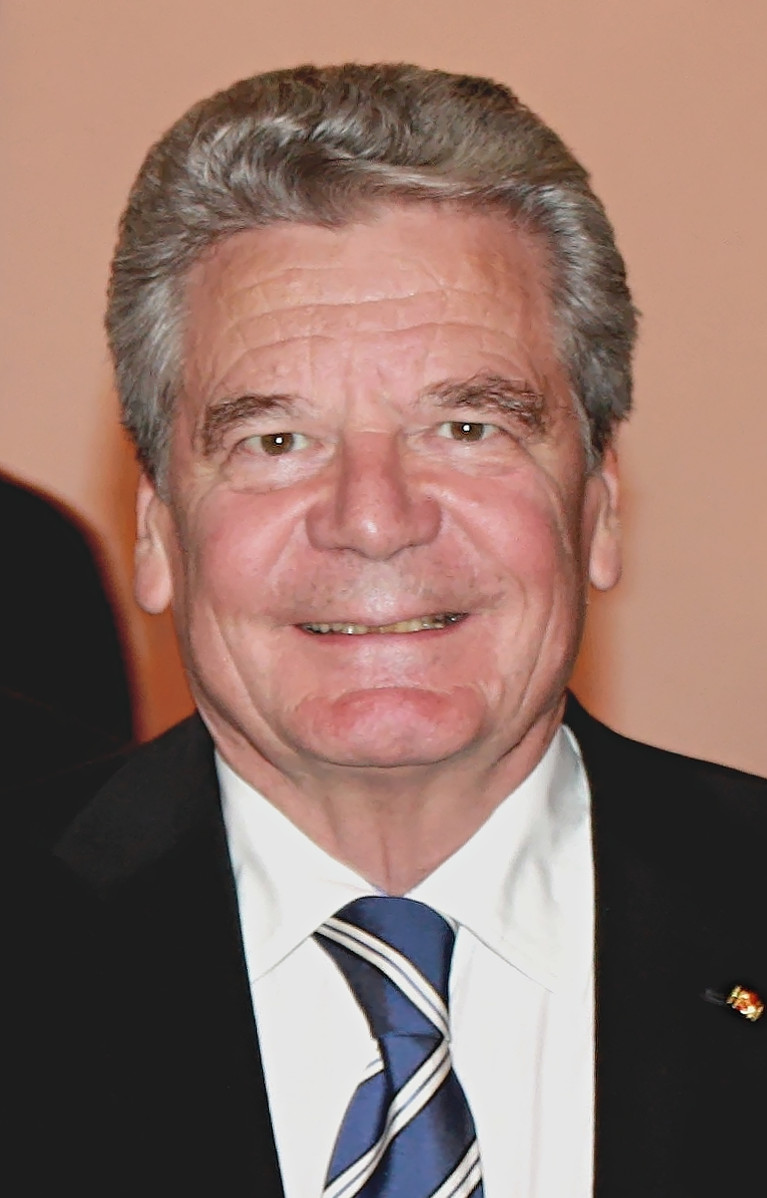
Firmante fundador Joachim Gauck

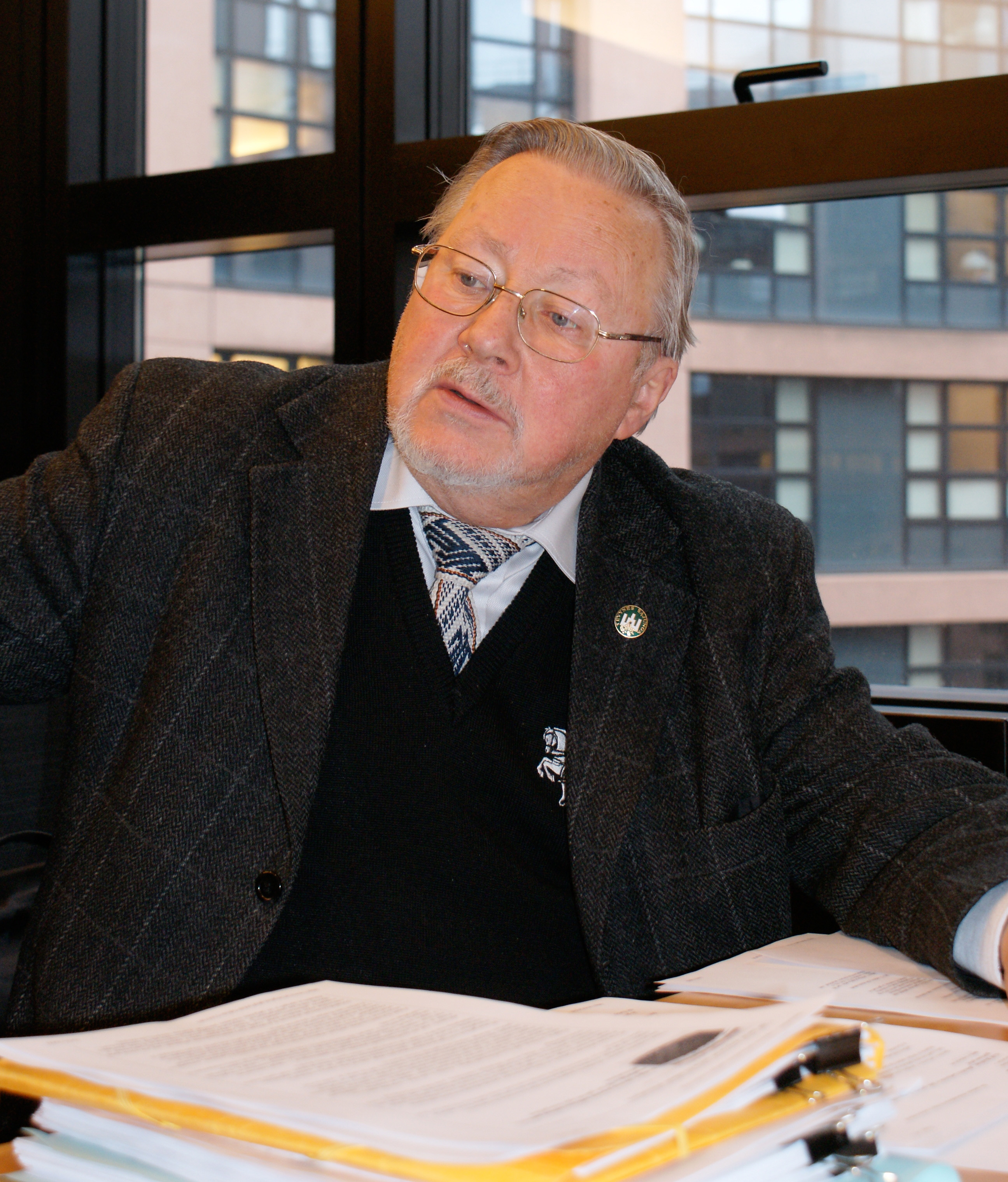
Firmante fundador Vytautas Landsbergis, el primer jefe de Estado de Lituania después de la liberación de la Ocupación de las repúblicas bálticas

- Václav Havel, exdisidente y presidente de Checoslovaquia y presidente de la República Checa, signatario de la Carta 77
- Joachim Gauck, excomisionado Federal para los Archivos de la Stasi y en funciones presidente de Alemania (2012-17), Alemania
- Göran Lindblad, vicepresidente de la Asamblea Parlamentaria del Consejo de Europa, miembro del Parlamento, Suecia
- Vytautas Landsbergis, miembro del Parlamento Europeo, exdisidente y jefe de Estado de Lituania
- Jana Hybášková, miembro del Parlamento Europeo, República Checa (desde 2011 los  Embajador de la Unión Europea en Irak)
- Christopher Beazley, miembro del Parlamento Europeo, Reino Unido
- Tunne Kelam, miembro del Parlamento Europeo, exdisidente, Estonia
- Jirí Liška (estadista), senador, vicepresidente del Senado, Parlamento de la República Checa
- Martin Mejstrík, senador checo
- Jaromír Štetina, senador checo
- Emanuelis Zingeris, miembro del Parlamento, Lituania, presidente de la Comisión Internacional para la Evaluación de los Crímenes de los Regímenes de Ocupación Nazi y Soviética en Lituania, expresidente honorario de la Comunidad Judía Lituana
- Tseten Samdup Chhoekyapa, representante del Dalái lama para Europa Central y Oriental y jefe de la  Oficina del Tíbet en Ginebra
- Ivonka Survilla, líder del Gobierno en el exilio de Bielorrusia, Canadá
- Zyanon Paznyak, expresidente del Frente Popular Bielorruso, presidente del Partido Conservador Cristiano del Frente Popular Bielorruso, Estados Unidos
- Ružena Krásná, expreso político, político, República Checa
- Jirí Stránský, expreso político, escritor, expresidente del PEN club, República Checa
- Václav Vaško, expreso político, diplomático, activista católico, República Checa
- Alexandr Podrabinek, exdisidente y preso político, periodista, Federación de Rusia
- Pavel Žácek, director, Instituto para el Estudio de los Regímenes Totalitarios, República Checa
- Miroslav Lehký, subdirector, Instituto para el Estudio de los Regímenes Totalitarios, signatario de la Carta 77, República Checa
- Lukasz Kaminski, vicedirector, Instituto de Recuerdo Nacional (IPN), Polonia (desde 2011 Presidente del IPN)
- Michael Kißener, profesor de historia, Universidad Johann Gutenberg, Maguncia, Alemania
- Eduard Stehlík, historiador, subdirector, Instituto de Historia Militar, República Checa
- Karel Straka, historiador, Instituto de Historia Militar, República Checa
- Jan Urban, periodista, República Checa
- Jaroslav Hutka, exdisidente, compositor, signatario de la Carta 77, República Checa
- Lukáš Pachta, politólogo y escritor, República Checa

Posteriormente, la Declaración también fue firmada por unos 50 miembros del parlamento europeo y otros políticos de todo el mundo, incluidos Els de Groen, Girts Valdis Kristovskis, György Schöpflin, Gisela Kallenbach, Eugenijus Gentvilas, Michael Gahler, [[Zuzana Roithová] ], Inese Vaidere, Hans-Josef Fell, Nickolay Mladenov, József Szájer, Peter Stastny, Ari Vatanen, Wojciech Roszkowski, László Tokés, Charlotte Cederschiöld, László Surján y Milan Zver.

## Consecuencias
Tras su anuncio, se han producido varios acontecimientos políticos relacionados con las cuestiones planteadas en la Declaración de Praga. Estos acontecimientos han sido denominados "Proceso de Praga" por el grupo de reconciliación de historias europeas, un grupo de todos los partidos en el Parlamento Europeo presidido por Sandra Kalniete.

### 2008
El Parlamento Europeo proclamó el Día Europeo de Conmemoración de las Víctimas del Estalinismo y el Nazismo el 23 de septiembre de 2008 con el apoyo de 409 eurodiputados de todas las facciones políticas y pidió su implementación por parte de los Estados miembros en su  resolución sobre la conciencia europea y el totalitarismo (aprobada por 533-44 con 33 abstenciones), que también pidió el establecimiento de la Plataforma de la Memoria y de la Conciencia Europeas. Copatrocinado por el  Partido Popular Europeo, la Alianza de los Demócratas y Liberales por Europa, y el  Unión por la Europa de las Naciones, la resolución pidió el reconocimiento del "comunismo, el nazismo y el fascismo como un legado compartido" y "un debate honesto y profundo sobre todos los crímenes totalitarios del siglo pasado", reconfirmó su posición unida contra todo gobierno totalitario, sea cual sea su origen ideológico ", y condenó" enérgica e inequívocamente todos los crímenes de lesa humanidad y las violaciones masivas de derechos humanos cometidas por todos los regímenes totalitarios y autoritarios ".
El 18 de septiembre de 2008, Los Verdes-Alianza Libre Europea organizó una audiencia pública en el Parlamento Europeo sobre "Regímenes totalitarios y la apertura de archivos secretos en Europa central y oriental", basada en la Declaración de Praga, y organizó por los eurodiputados Milan Horácek y Gisela Kallenbach. El programa oficial decía que: "La Declaración de Praga sobre la conciencia europea y el comunismo debería ser la base común para la investigación y evaluación de los regímenes comunistas en todos los países de Europa del Este".
El 18 de septiembre de 2008, el Parlamento búlgaro aprobó oficialmente la Declaración de Praga.

### 2009
El 18 de marzo de 2009, la Presidencia del Consejo de la Unión Europea checa, en cooperación con los eurodiputados que apoyaron la Declaración de Praga, acogió la Audiencia pública europea sobre la conciencia europea y los crímenes del comunismo totalitario: 20 años después , como "el tercer paso hacia el establecimiento de una plataforma europea de memoria y conciencia para apoyar las actividades de las instituciones comprometidas con la reconciliación con los regímenes totalitarios en Europa". Las conclusiones pedían "el establecimiento de la Plataforma europea de la memoria y la conciencia" y apoyaban la proclamación del Día Europeo de Conmemoración de las Víctimas del Estalinismo y el Nazismo.
Propuestas similares a las de la Declaración de Praga recibieron apoyo en el Parlamento Europeo, que adoptó una  Resolución de 2009 sobre conciencia europea y totalitarismo.
El 25 de abril de 2009, los Estudiantes Demócratas Europeos adoptaron una resolución, declarando que "nosotros, los Estudiantes Demócratas Europeos, apoyamos la Declaración de Praga en toda su extensión y asumimos la integración del contenido en nuestra política general". La organización afirmó que "el comunismo como régimen totalitario [...] sólo puede diferenciarse del fascismo y el nazismo por una fecha de vencimiento más reciente y el consiguiente daño a lo largo del tiempo que pudo causar".
El 28 de abril de 2009, el presidente del Parlamento Europeo, Hans-Gert Pöttering, agradeció a los gobiernos de Lituania, Letonia y Estonia por sus esfuerzos para informar mejor Europa occidental sobre el totalitarismo de la Unión Soviética. Pöttering trajo a colación el estudio clásico sobre totalitarismo de Hannah Arendt, que desarrolló "los criterios de base científica para describir el totalitarismo", concluyendo que "ambos sistemas totalitarios (estalinismo y nazismo) son comparables y terrible ", dijo Pöttering.
El 16 de junio de 2009, la UE Consejo de Asuntos Generales adoptó unas conclusiones en las que se afirma que "para reforzar la conciencia europea de los crímenes cometidos por regímenes totalitarios, debe preservarse la memoria del turbulento pasado de Europa, ya que la reconciliación sería difícil sin el recuerdo ."
El 3 de julio de 2009, la Asamblea Parlamentaria de la Organización para la Seguridad y la Cooperación en Europa emitió la Declaración de Vilnius que, entre otras resoluciones sobre varias cuestiones, contenía una "Resolución sobre la Europa dividida reunida: promoción de Derechos y libertades civiles en la región de la OSCE en el siglo XXI "y apoyó la designación del 23 de agosto como Día Europeo de Conmemoración de las Víctimas del Estalinismo y el Nazismo.
Joseph Daul, presidente del grupo del Partido Popular Europeo, declaró:
2009 es un año profundamente simbólico, ya que celebramos tanto el 60º aniversario de la creación de la OTAN y el inicio de la guerra fría, como el 20º aniversario de la caída del Muro de Berlín, que lo puso fin. Es por eso que hemos propuesto lanzar un día de recuerdo a nivel europeo que ayudará a Europa a reconciliar su legado totalitario, tanto de los nazis como de los comunistas.
En 2009, el Seimas (Parlamento) de Lituania también aprobó la Declaración de Praga, a iniciativa de Emanuelis Zingeris.

### 2010
En el Parlamento Europeo, se estableció un grupo de diputados al Parlamento Europeo de todos los partidos denominado Grupo de Reconciliación de Historias Europeas. Su objetivo es "reconciliar las diferentes narrativas históricas en Europa y consolidarlas en una memoria europea unida del pasado". Está presidido por la ex comisaria de la UE Sandra Kalniete. Sus miembros también incluyen a Hans-Gert Pöttering, László Tokés, Heidi Hautala y Gunnar Hökmark.
El 25 de febrero de 2010 se adoptó la Declaración sobre los crímenes del comunismo, que concluyó la conferencia internacional Crímenes de los regímenes comunistas, organizada por el Instituto para el Estudio de los Regímenes Totalitarios y el Gobierno la República Checa en cooperación con el Parlamento Europeo, la Comisión Europea y la Fundación Konrad Adenauer, bajo el patrocinio de Jan Fischer, Primer Ministro de la República Checa y Heidi Hautala (Los Verdes), presidenta del Subcomité de Derechos Humanos del Parlamento Europeo, entre otros. La declaración de 2010 reiteró muchas de las sugerencias de la Declaración de Praga, afirmando que "la justicia hecha a los perpetradores de crímenes comunistas durante los últimos 20 años ha sido extremadamente insatisfactoria" y pidiendo "la creación de una nueva corte internacional con un asiento en el UE por los crímenes del comunismo ".
El Programa de Estocolmo de la Unión Europea establece que:
La Unión es un espacio de valores compartidos, valores que son incompatibles con los crímenes de lesa humanidad, el genocidio y los crímenes de guerra, incluidos los crímenes cometidos por regímenes totalitarios. Cada Estado Miembro tiene su propio enfoque sobre esta cuestión pero, en aras de la reconciliación, la memoria de esos crímenes debe ser una memoria colectiva, compartida y promovida, cuando sea posible, por todos nosotros.
Como la Unión Europea celebró oficialmente el Día europeo de recuerdo de las víctimas del estalinismo y el nazismo en 2010, el Pacto Molotov-Ribbentrop fue descrito por el Parlamento Europeo el presidente Jerzy Buzek como "la colusión de las dos peores formas de totalitarismo en la historia de la humanidad".
En diciembre de 2010, los ministros de Relaciones Exteriores de seis estados miembros de la UE pidió a la Comisión Europea que tipifique "la aprobación, la negación o el menosprecio de los  delitos comunistas" como delito en toda la UE. "Junto al enjuiciamiento y castigo de los criminales, la negación de todo crimen internacional debe ser tratado con los mismos estándares, para evitar condiciones favorables para la rehabilitación y el renacimiento de ideologías totalitarias", escribieron los cancilleres en una carta al comisionado de Justicia  Viviane Reding. La negación de todos los crímenes totalitarios ha sido prohibida en sólo cuatro estados miembros: Polonia, la República Checa, Lituania y Hungría.  El ministro de Relaciones Exteriores checo Karel Schwarzenberg argumentó que la negación de los crímenes del comunismo es análoga a la negación de los crímenes del nazismo, que en muchos países de la UE es un delito penal, argumentando que "existe una preocupación fundamental aquí que los sistemas totalitarios sean medido con el mismo estándar. ". Sin embargo, un portavoz de la comisaria de Justicia Viviane Reding dijo que "en esta etapa, no se han cumplido las condiciones para hacer una propuesta legislativa", citando un informe independiente que la Comisión Europea había encargado para examinar el marco legal existente de los miembros. estados.

### 2011
En un informe de la Comisión Europea el 12 de enero de 2011, la Comisión Europea afirmó que: "La Comisión se compromete a contribuir, en consonancia con sus responsabilidades, a la promoción de la memoria de los crímenes cometidos por regímenes totalitarios en Europa." El 29 de marzo de 2011, una audiencia pública sobre "¿Qué saben los jóvenes europeos sobre los totalitarismos?" tuvo lugar en el Parlamento Europeo, acogido por el Partido Popular Europeo bajo el patrocinio de la presidencia húngara de la Unión Europea y organizado por los eurodiputados Sandra Kalniete, László Tokés y Milan Zver. El propósito de la audiencia fue "centrarse en la importancia de brindar información objetiva y completa sobre el pasado totalitario, ya que el discurso público puede conducir a una mejor y más profunda comprensión de nuestra historia compartida y un mayor sentimiento de unidad". László Tokés Eurodiputado, vicepresidente del Parlamento Europeo, dijo en su discurso durante la audiencia que: "Crímenes de guerra, genocidio y asesinatos en masa— Independientemente del tipo de dictadura totalitaria que los haya cometido, seguirán siendo crímenes de lesa humanidad, por lo que debemos enfrentarnos a ellos ".
En mayo de 2011, el Senado checo exigió casi unánimemente que la Comisión Europea "debería en el futuro buscar activamente crear condiciones para el castigo de los delitos basados en el odio político y de clase en toda la UE".
El 10 de junio de 2011, el consejo de Justicia y asuntos de Interior, es decir, los ministros de Justicia y Asuntos de Interior de todos los Estados miembros de la UE, adoptaron conclusiones en las que declaraban, "entre otras cosas", que reafirmó "la importancia de concienciar sobre los crímenes cometidos por regímenes totalitarios, de promover una memoria compartida de estos crímenes en toda la Unión y subrayar el importante papel que esto puede desempeñar en la prevención de la rehabilitación o el renacimiento de las ideologías totalitarias", y destacó " el Día europeo de recuerdo de las víctimas de los regímenes totalitarios (23 de agosto), "invitando a los Estados miembros a" considerar cómo conmemorarlo ".
El 23 de agosto de 2011, la presidencia de la Unión Europea organizó una conferencia con motivo del Día Europeo de Recuerdo de las Víctimas de los Regímenes Totalitarios. La presidencia de la UE citó las conclusiones del Consejo de Justicia y Asuntos de Interior del 10 de junio y el Programa de Estocolmo de la UE, que enfatiza que "el recuerdo de la historia compartida es necesario para comprender la Europa contemporánea". Los funcionarios europeos adoptaron la Declaración de Varsovia para el Día Europeo en Recuerdo de las Víctimas de los Regímenes Totalitarios. La Declaración de Varsovia promete que el sufrimiento de las víctimas de los regímenes totalitarios "no se hundirá en el olvido." La declaración establece que "los crímenes de los regímenes totalitarios en Europa deben ser reconocidos y condenados, independientemente de su tipo e ideología". El ministro de Justicia Krzysztof Kwiatkowski dijo que la "Declaración de Varsovia es un acuerdo unánime de todos los estados miembros de la UE de que tenemos que hacer todo lo posible para evitar que cualquier régimen totalitario reviva en todos los países que forman una gran familia europea". El presidente del Senado Bogdan Borusewicz dijo que "el siglo XX fue la época de dos totalitarismos, ideológicamente diferentes pero funcionando de manera similar". La UE pidió el lanzamiento y el apoyo de iniciativas educativas y de información sobre regímenes totalitarios.
El 14 de octubre de 2011, se creó la Plataforma de la Memoria y de la Conciencia Europeas, un proyecto educativo de la UE para concienciar sobre los totalitarios delitos y combatir la intolerancia, el extremismo y los movimientos antidemocráticos por los gobiernos del Grupo Visegrád y una serie de instituciones gubernamentales europeas y ONG, como una iniciativa de la  presidencia de la UE de Polonia y siguiendo las decisiones de la Unión Europea Parlamento y el  Consejo de la UE apoyando el proyecto. Al reunir a instituciones gubernamentales y organizaciones de países de la UE activos en investigación, documentación, sensibilización y educación sobre los crímenes de los regímenes totalitarios, las instituciones miembros de la plataforma incluyen el Instituto para el Estudio de los Regímenes Totalitarios, el Instituto de la Memoria Nacional, el Memorial Berlín Hohenschönhausen, el Comisionado Federal para los Archivos de la Stasi, y otras instituciones. Como proyecto educativo de la UE, la Plataforma de la Memoria y la Conciencia Europea facilitará la cooperación entre sus instituciones miembros y ayudará a combatir la intolerancia, el extremismo y los movimientos antidemocráticos.
El 19 de octubre de 2011, el  Grupo del Partido Popular Europeo organizó una audiencia pública en el Parlamento Europeo sobre la memoria de los crímenes cometidos por los regímenes totalitarios en Europa, presidida por Sandra Kalniete y con un discurso de introducción de Doris Pack, presidenta del Comité de Cultura y Educación.

### 2012
En febrero de 2012, tuvo lugar en Praga el sexto festival cultural internacional Mene Tekel contra el totalitarismo, el mal y la violencia, apoyado por la Plataforma Europea de la Memoria y la Conciencia. Se aprobó una declaración de 2012 que pedía a los antiguos estados comunistas que aprobaran una legislación que permita el castigo justo de los criminales comunistas y que eliminen todas las ventajas de los que todavía puedan disfrutar, y la firmaron 17 ONG checas, así como ONG de Bulgaria, Estonia, Hungría, Letonia, Lituania, Polonia, Rumania y Eslovaquia.
El 5 de junio de 2012, la Plataforma de la Memoria y de la Conciencia Europeas, la Red europea de recuerdo y solidaridad y el Grupo de reconciliación de historias europeas acogieron la conferencia Arreglo legal de los crímenes comunistas en el [ [Parlamento Europeo]], bajo los auspicios de Hans-Gert Pöttering y Jerzy Buzek, dedicado a la creación de un tribunal especial para los crímenes del comunismo, and "raising the issue of justice for the most serious crimes committed by the Communist dictatorships in Central and Eastern Europe from the national to a European level." The conference was a response "to growing calls for strengthened international justice formulated e.g., in the Prague Declaration on European Conscience and Communism." Después de la conferencia, la Plataforma Europea de la Memoria y la Conciencia fundó un grupo internacional de expertos legales para "trabajar en una hoja de ruta para establecer una institución supranacional de justicia" dedicada a los "crímenes cometidos por las dictaduras comunistas".
El 23 de agosto de 2012, durante una ceremonia en el museo Casa del Terror y en el Parlamento húngaro para conmemorar el Día europeo en memoria de las víctimas del totalitarismo en Budapest, inaugurado por el presidente húngaro János Áder, y asistió por los Ministros o Secretarios de Estado de Justicia de varios países europeos, se firmó un acuerdo sobre la creación de un museo europeo del totalitarismo.

### 2013
Del 14 al 15 de mayo de 2013, la Plataforma europea de la memoria y la conciencia de la UE, el Instituto de la Memoria Nacional del estado polaco, el Museo del Levantamiento de Varsovia y el Instituto para el Estudio de los Regímenes Totalitarios acogió la conferencia "Formas modernas de conmemoración de los lugares del genocidio totalitario" en Varsovia.

## Discusión
Desde su firma en 2008, varios grupos se han opuesto a la Declaración de Praga. The Economist  declara: "Ha atraído el apoyo de organismos como el Parlamento Europeo. Pero ha enfurecido a algunos, si no a todos, los activistas judíos; políticos de izquierda (principalmente de occidente Europa); e inevitablemente, Rusia ".
En particular, Rusia protestó contra el apoyo de la Organización para la Seguridad y la Cooperación en Europa al Día Europeo de Conmemoración de las Víctimas del Estalinismo y el Nazismo; su delegación intentó, pero no logró que  la resolución se retirara. Varios representantes de la organización con sede en Rusia "un mundo sin nazismo" han criticado la Declaración de Praga. El fundador y presidente de la organización, Boris Spiegel, afirmó que la Declaración de Praga es apoyada por "partidarios de los nazis" y acusó a los países que antes formaban parte del Bloque Comunista (excepto Rusia y Bielorrusia) de "nazificación rápida". En respuesta a la condena del estalinismo en la Declaración de Praga, criticó el papel de las democracias de Europa Occidental en el inicio de la Segunda Guerra Mundial.
Efraim Zuroff del Centro Simon Wiesenthal ha criticado la Declaración de Praga repetidamente, describiéndola como "el principal manifiesto del movimiento de falsa equivalencia".
El 20 de enero de 2012, una declaración iniciada por Dovid Katz, escrito en coautoría por el profesor Danny Ben-Moshe de la Universidad Deakin, Melbourne, Australia, y firmado por 70 parlamentarios, titulado Declaración de los Setenta Años, se emitió, rechazando "los intentos de ofuscar el Holocausto disminuyendo su singularidad y considerándolo igual, similar o equivalente al comunismo como lo sugiere la Declaración de Praga de 2008". El ministro de Relaciones Exteriores de Lituania, Audronius Ažubalis, calificó la Declaración de los Setenta Años como "deplorable" y "patética", y dijo que se hacía eco de "los ideólogos del Kremlin" y contradecía la posición de la UE. Añadió que "no es posible encontrar diferencias entre Hitler y Stalin excepto en sus bigotes (el de Hitler era más corto)". El primer ministro de Lituania Andrius Kubilius argumentó que tanto los crímenes nazis como los soviéticos son "únicos" y el dolor sufrido es "inconmensurable".
El Partido Comunista de Grecia se opone a la Declaración de Praga y ha criticado "la nueva escalada de la histeria anticomunista liderada por el consejo de la UE, la Comisión Europea y el personal político de la clase burguesa en el Parlamento." El Partido Comunista de Gran Bretaña opinó que la Declaración de Praga "es una repetición de los intentos persistentes de los historiadores reaccionarios de equiparar el comunismo soviético y el fascismo hitleriano, haciéndose eco de las viejas calumnias de los autores británicos George Orwell y Robert Conquista."
En junio de 2008, Shimon Samuels del Centro Simon Wiesenthal acusó a los signatarios Václav Havel y Vytautas Landsbergis de tener "motivos antisemitas, racistas y distorsionadores del Holocausto". El político lituano Leonidas Donskis, eurodiputado, ha acusado la declaración de equiparar los crímenes soviéticos y nazis El 29 de octubre de 2009, el parlamentario laborista británico John Mann llamó a la declaración un "documento siniestro, utiliza la cortina de humo de preocupaciones legítimas sobre los males de los regímenes comunistas para insistir en que el comunismo soviético, los nazis y el fascismo sean declarado iguales ".
Barry Rubin argumenta que "a los judíos e israelíes les interesa apoyar la Declaración de Praga que busca discutir, exponer y reconocer los crímenes de guerra comunistas de la misma manera que los crímenes nazis". Rubin critica a "un pequeño grupo de personas" por llevar a cabo "una campaña implacable" contra la declaración y "convertir a los judíos en los defensores del sistema totalitario comunista que asesinó y torturó a millones de personas, incluidos cientos de miles de judíos". Efraim Zuroff respondió: "La oposición a la Declaración de Praga nunca se ha basado en el deseo de ocultar los crímenes comunistas, ni nos oponemos a ninguna iniciativa para honrar y conmemorar a sus víctimas o castigar a los culpables de cometer esos crímenes".
Šarūnas Liekis, un profesor de estudios de yiddish de Vilnius, criticó las acciones de ambos lados del debate, afirmando que "estamos apretujados entre dos talibanes" y sugiriendo que "la misma obstinación que plaga las relaciones de Lituania con Polonia está detrás de los políticos y su "negativa a revertir sus errores sobre cuestiones judías ".
El académico de estudios poscomunistas Vladimir Tismăneanu sostiene que la Declaración de Praga y la Declaración de Vilnius "pueden verse como el cumplimiento de la segunda etapa del desarrollo poscomunista en la región", ya que "ambos documentos condenan las atrocidades del siglo pasado y resuelven seguir adelante un camino de democracia y tolerancia ".